# لی مین وو (بازیگر)
لی مین وو (کره‌ای: 이민우؛ زادهٔ ۱۵ مارس ۱۹۷۶) بازیگر اهل کره جنوبی است. او حرفه بازیگری خود را به عنوان بازیگر کودک در سال ۱۹۸۱ آغاز کرد و سپس به عنوان نقش اصلی در فیلم نوجوانانه سال ۱۹۹۷ به نام پیل‌گو ایفای نقش کرد. از جمله مجموعه‌های تلویزیونی که وی در آنها ایفای نقش کرده‌است می‌توان به عشق شاهزاده خانم (۲۰۱۱) اشاره کرد.